# 四日市市立大矢知興譲小学校
四日市市立大矢知興譲小学校（よっかいちしりつ おおやちこうじょうしょうがっこう）は、三重県四日市市大矢知地区にある公立小学校。

## 校名の由来
大矢知は旧大矢知村に由来するが、興譲は、『大学』の一節「一家仁一国興仁、一家譲一国興譲」から採られた。
興譲とは、譲を興すとよみ、「恭遜の道を繁昌さすること也」（細井平洲、建学大意）

## 沿革
- 1874年（明治7年）3月16日 - 創立される。
- 1880年（明治13年）5月15日 - 校舎が落成する。（1876年（明治9年）の伊勢暴動で焼失した大矢知陣屋（忍藩陣屋）址に置かれた。）
- 1910年（明治43年）4月1日 - 垂坂におかれていた『垂坂尋常小学校』を合併して、『大矢知興譲尋常小学校』と改称する。
- 1918年（大正7年） - 全校舎を改築して竣工する、4月9日に落成式を挙行する。
- 1924年（大正13年） - 『垂坂分校』を開設する。
- 1941年（昭和16年）3月 - 校名を『大矢知村国民学校』と改称する。
- 1945年（昭和20年）6月18日 - 戦災により講堂を残して焼失する。
- 1947年（昭和22年）
  - 3月 - 校名を『大矢知村立興譲小学校』と改称する。
  - 10月 - 復興落成式を挙行する。
- 1954年（昭和29年）7月1日 - 四日市市と合併して、『四日市市立大矢知興譲小学校』と改称する。
- 1966年（昭和41年）3月20日 - 『興譲館完成90周年式』を挙行する。
- 1975年（昭和50年）
  - 3月 - 垂坂分校が廃校となる、垂坂町の児童は『大谷台小学校』へ通学する事となった。
  - 11月 - 『創立100周年記念式典』を挙行する。
- 1991年（平成3年）1月 - 東海三県学校図書館奨励賞の総合優秀賞を受賞する。
- 1997年（平成9年）3月 - 興譲館古文書47冊、永久保存のため市立博物館へ移管する。
- 2003年（平成15年）8月 - 校舎耐震補強工事を完成する。

## 通学区域
四日市市内の次の町
大矢知町（斉宮・東谷・青木谷・古家・礫井・出来山・西陣屋・東陣屋） / 大矢知新町 / 下さざらい町 / 川北町 / 川北1 - 3丁目 / 西富田2 - 3丁目 / 蒔田1 - 4丁目 / 松寺1 - 3丁目 / 下之宮町 / 十志町 / 西富田町
- 以前西富田・蒔田地区の児童は三岐鉄道の旧三岐朝明駅（三岐朝明信号場）より大矢知駅までの1区間を利用して登下校していた時期があった。
- 1975年 （昭和50年）3月 垂坂分校廃校により、この年より垂坂町児童は、四日市市立大谷台小学校へ通学。
- 卒業生は基本的に四日市市立朝明中学校へ進学する。

## 周辺
- 四日市市大矢知地区市民センター
- 四日市大矢知郵便局
- 四日市地域総合会館 あさけプラザ
- 朝明川
- 観音山（緑花山観音寺） - 以前学童保育所が置かれていた。
- 蒔田地区東海道

## アクセス
- 三岐鉄道 大矢知駅より徒歩約5分
- 三重県道9号四日市員弁線沿い

## 脚註
1. ↑  公式サイト「校名の由来」